# Октябрьский (Кизильский район)
Октябрьский — посёлок в Кизильском районе Челябинской области России. Входит в состав Гранитного сельского поселения.

## История
В 1963 году указом Президиума Верховного Совета РСФСР поселок Микубай переименован в Октябрьский.

## Население
| 2002 | 2010 |
| ---- | ---- |
| 202  | ↘193 |